# 王彦章

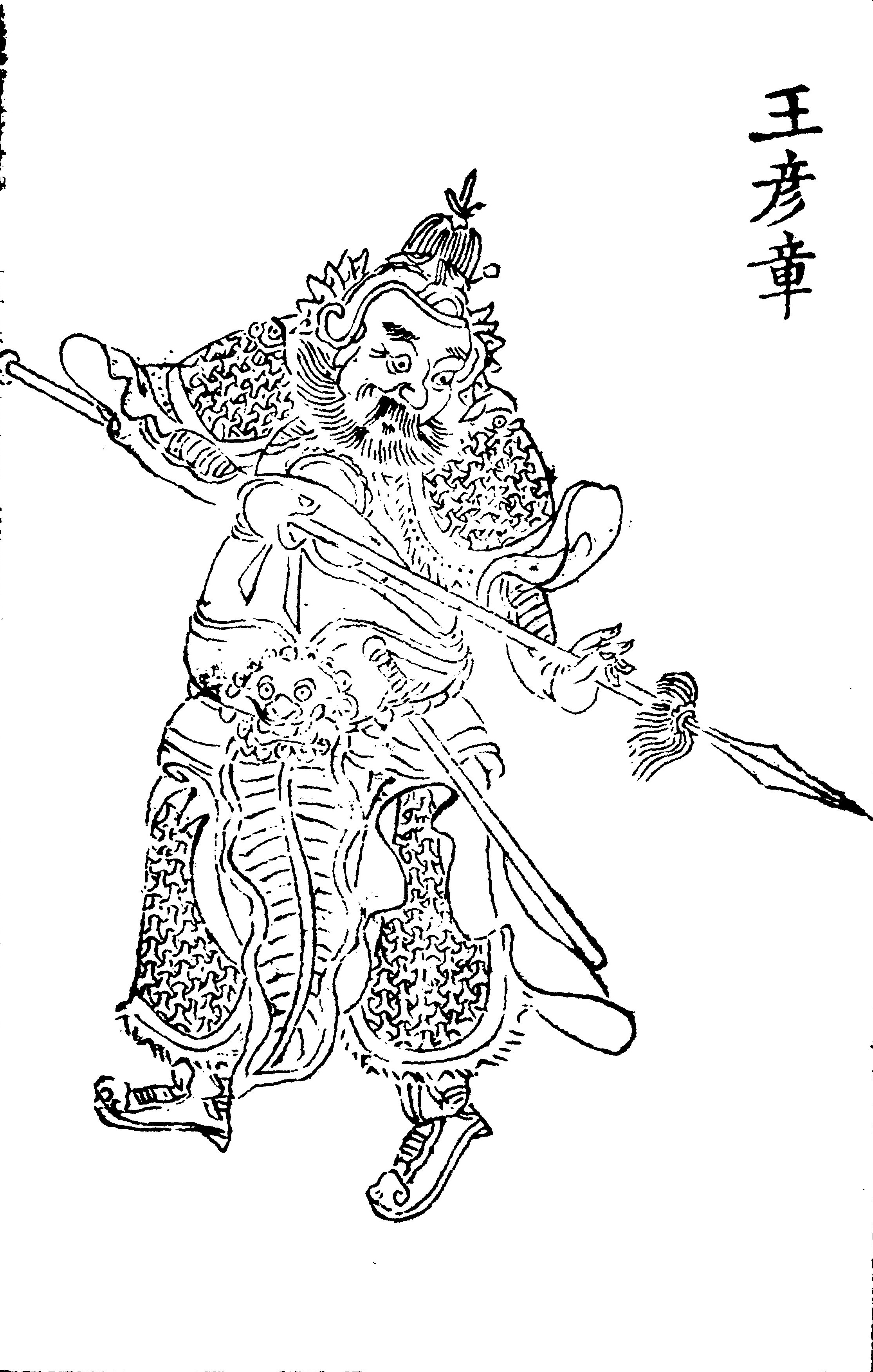
王彦章

王 彦章（おう げんしょう、863年 - 923年11月15日）は、五代後梁の将軍。字は賢明もしくは子明。鄆州寿張県の人。

## 生涯
若い頃に朱全忠の軍に入った。そこでの戦功が優れていたため、朱全忠によって重用された。後梁建国後は、戦功により濮州・澶州刺史、汝州・鄭州防禦使、許州・滑州節度使などに就任し、920年（貞明6年）には開国侯となった。その武勇を恐れた李存勗により家族が捕えられた際は、帰順を求める使者を斬ってそれを拒んだ。その後、後唐により後梁が侵攻を受けると、彦章は北面招討使となり、百戦以上の戦いを繰り広げ後唐の侵攻を阻んだ。しかし、兗州・鄆州の境で李嗣源の大軍を前に後退し、中都に退いた際に佞臣の讒言により五百の兵で出撃するも、捕縛される。 李存勗は彦章を登用しようとしたが、彦章は「豹は死して皮を留め、人は死して名を留む」と言って帰順を拒否し斬られた。享年は61。

## 逸話
- 百斤の鉄槍を軽々と振るい、戦いのたびに先鋒を務め勇戦したため「王鉄槍」の異名を取った。